# Sieur Dubois
Sieur Dubois, también llamado Dubois o señor Du Bois, fue un viajero  francés que llegó a las islas de Madagascar y de Borbón (hoy Reunión) en los primeros días de su colonización por Francia.

## Biografía

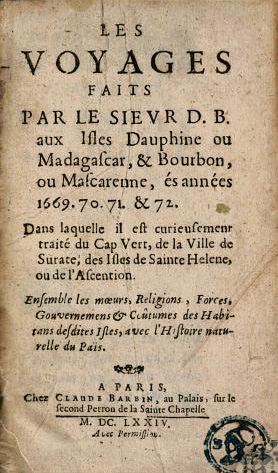
Relato de los viajes de Sieur Dubois, 1674

Dubois es sobre todo conocido por el libro que escribió relatando sus viajes, publicado en francés en 1674: Les voyages faits par le sieur D.B. aux isles Dauphine ou Madagascar et Bourbon ou Mascarenne,  ès années 1669, 70, 71 et 72. Dans laquelle il est curieusement traité du Cap Vert, de la ville de Surate, les isles de Sainte-Hélène, ou de l'Ascention. Ensemble les mœurs, religions, forces, gouvernement et coutumes des habitans desdites isles, avec l'histoire naturelle du pais.
En la obra, además de comentar sus viajes, aparecen numerosas descripciones de la vida silvestre que vio, incluidos detalles de varias especies de aves endémicas de la isla de Reunión que desde entonces se han extinguido, como el ibis de Reunión, el calamón de Reunión y el rascón de Reunión. Las descripciones de Dubois son muy importantes al referirse a animales ya extintos y han permitido hacer hipotéticas reconstrucciones de la apariencia de los mismos.
Samuel Pasfield Oliver tradujo y editó la versión original en francés en una versión en inglés, que se publicó en 1897. 